# Josh Hennessy
Joshua „Josh“ Hennessy (* 7. Februar 1985 in Brockton, Massachusetts) ist ein ehemaliger US-amerikanischer Eishockeyspieler, der im Verlauf seiner aktiven Karriere zwischen 2001 und 2018 unter anderem 34 Spiele für die Ottawa Senators und Boston Bruins in der National Hockey League auf der Position des Centers bestritten hat. Darüber hinaus bestritt er 490 Partien in der American Hockey League und verbrachte weitere sieben Spielzeiten in Europa, wo er im Jahr 2015 in Diensten der Växjö Lakers mit dem Gewinn der schwedischen Meisterschaft  den größten Erfolg seiner Karriere feierte.

## Karriere
Der 1,83 m große Center begann seine Profikarriere bei den Remparts de Québec in der kanadischen Juniorenliga Ligue de hockey junior majeur du Québec, bevor er beim NHL Entry Draft 2003 als 43. in der zweiten Runde von den San Jose Sharks ausgewählt wurde. Mit den Remparts spielte der Linksschütze als Gastgeber im Finalturnier um den Memorial Cup 2003, das Team scheiterte allerdings nach drei Niederlagen bereits in der Vorrunde.

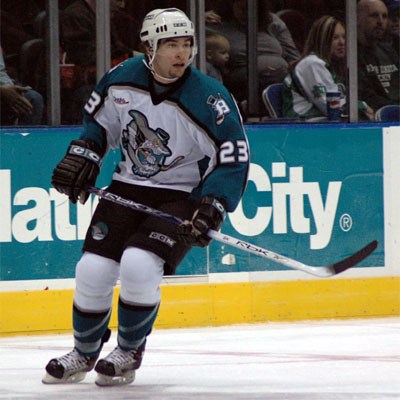
Hennessy im Trikot der Cleveland Barons

Bis 2005 spielte der US-Amerikaner, der sich durch das Erlernen der französischen Sprache schnell zum Führungsspieler bei den Remparts entwickelte und in seiner dritten Spielzeit in der LHJMQ zum Mannschaftskapitän ernannt wurde, in Québec und wechselte dann zur Saison 2005/06 zu den Cleveland Barons, dem Farmteam der San Jose Sharks in der American Hockey League. Der Angreifer bestritt als einer von nur zwei Spielern alle Spiele der regulären Saison und wurde mit 63 Scorerpunkten zum teaminternen „Rookie des Jahres“ gewählt. 
Über die Chicago Blackhawks wurde Hennessy schließlich gemeinsam mit Tom Preissing am 9. Juli 2006 in einem Tauschgeschäft mit Spielern aus allen drei Franchises zu den Ottawa Senators transferiert, die ihn bisher hauptsächlich bei den Binghamton Senators in der AHL einsetzten. 
Zur Saison 2010/11 wechselte Hennessy zum HC Lugano und unterschrieb einen Vertrag über eine Saison. Am 5. Juli 2011 erhielt der Stürmer einen Kontrakt für ein Jahr bei den Boston Bruins, kam aber überwiegend bei den Providence Bruins in der AHL zum Einsatz. Im August 2012 wurde Hennessy von Witjas Tschechow aus der Kontinentalen Hockey-Liga verpflichtet. Dort verbrachte der US-Amerikaner zwei Spielzeiten, ehe er zum Ende der Saison 2013/14 wieder in die Schweiz wechselte und die Kloten Flyers in den Playoffs der National League A verstärkte. Für die Spielzeit 2014/15 unterzeichnete der Stürmer einen Vertrag bei Neftechimik Nischnekamsk aus der KHL, ehe er nach 27 Einsätzen erneut innerhalb Europas wechselte. Von Ende Dezember 2014 bis zum Frühjahr 2017 gehörte Hennessy den Växjö Lakers aus der Svenska Hockeyligan an. Mit der Mannschaft feierte er in der Saison 2014/15 mit dem Gewinn der schwedischen Meisterschaft seinen größten Karriereerfolg.
Im Sommer 2017 kehrte nach sechs Jahren im Ausland wieder in die Vereinigten Staaten zurück und bestritt seine letzte Profisaison für seinen Ex-Klub Providence Bruins in der AHL. Nach der Spielzeit 2017/18 erklärte der 33-Jährige seine aktive Karriere für beendet.

## Erfolge und Auszeichnungen
- 2004 Plaque Wittnauer
- 2007 Teilnahme am AHL All-Star Classic
- 2015 Schwedischer Meister mit den Växjö Lakers

## Karrierestatistik
(Legende zur Spielerstatistik: Sp oder GP = absolvierte Spiele; T oder G = erzielte Tore; V oder A = erzielte Assists; Pkt oder Pts = erzielte Scorerpunkte; SM oder PIM = erhaltene Strafminuten; +/− = Plus/Minus-Bilanz; PP = erzielte Überzahltore; SH = erzielte Unterzahltore; GW = erzielte Siegtore; 1 Play-downs/Relegation; Kursiv: Statistik nicht vollständig)